# Моспроект-4
ОАО "Моспроект 4" (Открытое акционерное общество "Московский научно-исследовательский и проектный институт  объектов культуры, здравоохранения и спорта «Моспроект 4»).

## История
16 мая 1968 года организован институт «Моспроект 4». Директором назначен Игорь Михайлович Виноградский.
22 сентября 1970 года институт преобразован в МНИИП объектов культуры, отдыха, спорта и здравоохранения (МНИИПОКОСиЗ).
«Моспроект 4» был головным проектным институтом по подготовке Москвы к XXII Олимпийские игры.
В 1991 году директором становится Михаил Моисеевич Берклайд.
В феврале 1998 года директором назначен Андрей Владимирович Боков (председатель Союза Архитекторов).
В апреле 2001 года институт проходит перерегистрацию и становится государственным унитарным предприятием.
С февраля 2014 года ГУП МНИИП «Моспроект-4» преобразован в ОАО «Моспроект-4», одновременно генеральным директором была назначена Илона Владиславовна Павловская.

## Персоналии
| Архитектор                    | Последняя должность        | годы работы                  |
| ----------------------------- | -------------------------- | ---------------------------- |
| Игорь Михайлович Виноградский | Директор                   | 1968—1991                    |
| Михаил Моисеевич Берклайд     | Директор                   | 1991—1998                    |
| Андрей Владимирович Боков     | Генеральный директор       | 1981—1988 1991—2014          |
| Дмитрий Вильямович Буш        | Руководитель мастерской №6 | 1983—наст.вр. (с перерывами) |
| Сергей Борисович Ткаченко     |                            | 1998—2003                    |

## Основные постройки
- Театр Новая Опера в Саду Эрмитаж
- Театр на Таганке
- Реконструкция Мемориального музея космонавтики
- Реконструкция Первой Градской больницы
- Реконструкция Музея изобразительных искусств им. А. С. Пушкина
- ТЦ "Калужский"
- Реконструкция Московского планетария
- Застройка района Ходынского поля

## Архитектурные награды
В 2008 году победителем народного голосования интернет конкурса «Дом года» в номинации «Дом года 2008 Москва» становится жилой дом «Парус» на Ходынском поле.